# زیردریایی یو-۳۵۱
زیردریایی یو-۳۵۱ (به انگلیسی: German submarine U-351) یک زیردریایی بود که طول آن ۶۷٫۱ متر (۲۲۰ فوت ۲ اینچ) بود. این زیردریایی در سال ۱۹۴۳ ساخته شد.